# Toktogul
Cet article concerne la ville du Kirghizstan. Pour la ville d'Afghanistan, voir Jalalabad.
Toktogul est une ville de la province de Jalal-Abad, au Kirghizistan, chef-lieu du district du même nom. Sa population s'élevait à 16 429 habitants en 2009.

## Géographie

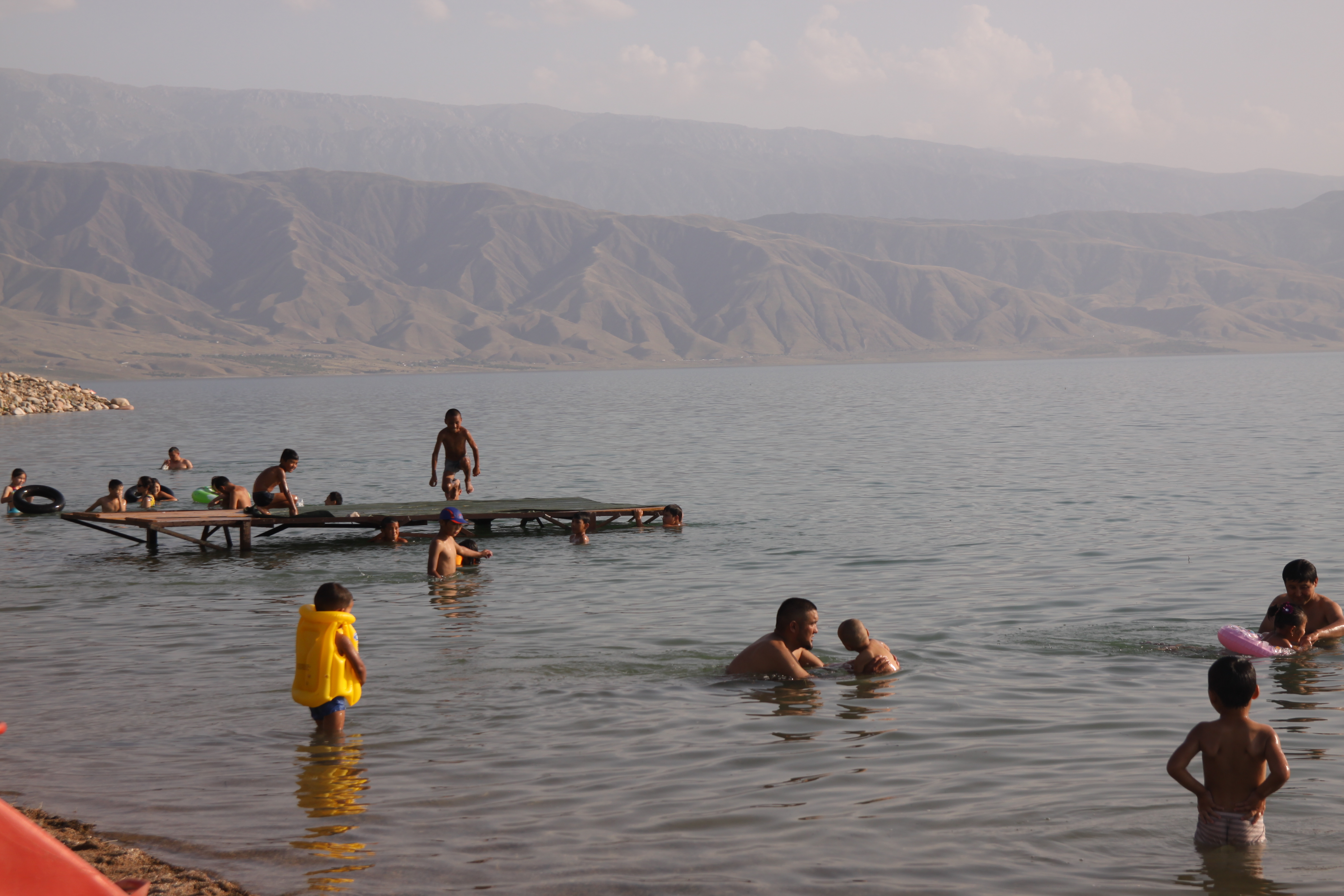
Plage de Toktogul, sur le lac de retenue.

Toktogul se trouve sur la rive nord du lac de barrage de Toktogul, à 105 km au nord de Jalalabad et à 119 km au sud-ouest de Bichkek.

## Histoire
Toktogul a le statut de ville depuis 2012. C'est le lieu de naissance du musicien Toktogul Satilganov, qui en est l'éponyme.

## Population
Les habitants sont en majorité Kirghizes.
Recensements (*) ou estimations de la population  :
| 1959* | 1970* | 1979*  | 1989*  |
| ----- | ----- | ------ | ------ |
| 6 883 | 8 871 | 12 310 | 16 381 |

| 1999*  | 2009*  | 2013   | - |
| ------ | ------ | ------ | - |
| 16 101 | 16 429 | 17 900 | - |